# 赫尔达·范德卡德-考代斯
赫尔达·范德卡德-考代斯（荷蘭語：Gerda van der Kade-Koudijs，1923年10月29日—2015年3月19日），荷兰女子田径运动员。她曾代表荷兰参加1948年夏季奥林匹克运动会田径比赛，获得女子4×100米接力金牌。